# بابک سمیدلی
بابک سمیدلی (ترکی آذربایجانی: Babək Mətləb oğlu Səmidli؛ ۷ فوریه 1974 – ۲۳ نوامبر ۲۰۲۰) افسر آذربایجانی و سرهنگ نیروهای مسلح جمهوری آذربایجان بود.

## زندگی‌نامه
بابک سمیدلی ۷ ژانویه سال ۱۹۷۴ در شهرستان گوی‌چای به دنیا آمد. وی دانش‌آموخته مدرسه نظامی نیروی زمینی ترکیه واقع در شهر استانبول بود. از سال ۱۹۹۷ خدمت نظامی خود را در نیروهای مسلح جمهوری آذربایجان آغاز نمود.

## فعالیت
بابک سمیدلی به عنوان رئیس قسمت عملیات سپاه ۱ ارتش آذربایجان، در مدیریت عملیت‌های نظامی در جبهه ترتر در جریان درگیری‌های آوریل حضور یافت. در ژوئن ۲۰۱۸، به سرهنگ دومی ارتقاء درجه یافت. وی مسئولیت فرماندهی نیروهای آذربایجان در نبرد سوقووشان در جریان جنگ ناگورنو قره‌باغ (۲۰۲۰) را به عهده داشت. طی مصاحبه‌ای که روز ۲۷ اکتبر با یورونیوز داشت، از بازپس‌گیری سد سوقووشان خبر داد. وی پس از امضاء توافقنامه آتش‌بس ناگورنو قره‌باغ، در ۲۳ نوامبر سال ۲۰۲۰ بر اثر برخورد با مین جاسازی شده در نزدیکی سوقووشان کشته شد. بابک سمیدلی عضو گروهی متشکل از مقامات ارمنستان، مقامات کمیته بین‌المللی صلیب سرخ و نمایندگان صلحبانان روسی بود، که مسئولیت جمع‌آوری اجساد نظامیان کشته شده و جستجوی مفقود شدگان را به عهده داشت. آن انفجار، ۴ زخمی از میان مقامات ارمنی و ۱ مجروح از صلحبانان روسی نیز بر جای گذاشت.

## نشان
به فرمان الهام علی‌اف، رئیس‌جمهوری آذربایجان به تاریخ ۹ دسامبر سال ۲۰۲۰، از بابک سمیدلی پس از مرگش با اهدای نشان ظفر تقدیر شد.